# دانشگاه چوکوروا
دانشگاه چوکور اُوا (´Çukurova) در ۱۹۷۳ در شهر آدانا تأسیس شد. در حال حاضر، دارای۱۰ دانشکده، ۳ مدرسه عالی، ۷ مدرسه عالی آموزش شغلی، ۳ انستیتو و ۲۵ مرکز تحقیقات است. تعداد دانشجویان آن بالغ بر ۲۰ هزار نفر و تعداد کادر علمی آن نزدیک به ۲ هزار نفر است. مجتمع رفاهی دانشگاه در ۱۰ کیلومتری شهر در زمینی به مساحت ۲۰ هزار هکتار بنا شده‌است. برخی از مدارس عالی آموزش شغلی در بخش‌های جیهان، عثمانیه، کوزان، قدیرلی و کاراعیسی لی واقع شده‌است.
کتابخانه: کتابخانه دانشگاه دارای حدود ۱۳۰ هزار جلد کتاب و ۶۵ هزار مجله مجلد می‌باشد. به۸۵۰ نشریه ادواری مشترک است. تعدادی نیز آثار خطی در آن وجود دارد.
اسکان و تغذیه: در داخل مجتمع رفاهی دانشگاه یک غذاخوری مرکزی وجود دارد. در این غذاخوری ناهار دانشجویان داده می‌شود. در مدارس خارج از مجتمع نیز سرویس غذا وجود دارد. همچنین در داخل دانشکده‌ها و مدارس عالی نیز بوفه‌هایی خدمات غذایی را ارائه می‌کنند.
خوابگاه دانشجویی فوزی چاک ماک در مجتمع رفاهی بالجالی ظرفیت اسکان۳۵۰۰ نفر دانشجوی دختر و پسر را دارد. خوابگاهی نیز در مرکز شهر آدانا، جیهان و عثمانیه وجود دارد.
فعالیتهای فرهنگی: در مرکز فرهنگی - هنری وابسته به ریاست دانشگاه، گروه‌های موسیقی و تئاتر فعالیت می‌نمایند. در طول سالتحصیلی تعداد زیادی نمایشگاه، کنسرت و... برگزار می‌شود. بالغ بر ۲۰ بخش در مرکز فوقِ فعالیت می‌کنند.
تأسیسات ورزشی: دانشگاه دارای مجموعه ورزشی سربسته، استخر شنای سرپوشیده، پاتیناژ و میدانهای ورزشی دیگر می‌باشد.
رشته‌های تحصیلی دانشگاه:
مدرسة عالی بهداشت آدانا: مامایی، پرستاری
دانشکدة دندانپزشکی
دانشکدة تربیت معلم: در رشته‌های: زبان آلمانی، تکنولوژی‌های رایانه‌ای و آموزشی، گروه فلسفه، زبان فرانسه، زبان انگلیسی، پیش دبستانی، مشاوره و راهنمایی، کلاسداری و علوم اجتماعی
دانشکدة علوم پایه و ادبیات: بیولوژی، فیزیک، شیمی، ریاضیات، زبان و ادبیات ترکی
دانشکدة اقتصاد و علوم اداری: اکونومتری، اقتصاد، مدیریت، مالیه
دانشکدة الهیات: الهیات، فرهنگ دینی و علم اخلاقِ دوره ابتدایی،
دانشکدة مهندسی: مهندسی در رشته‌های: محیط، الکتریک - الکترونیک، صنایع، ساختمان، زمینشناسی، معدن، ماشین آلات، معماری، نساجی
دانشکده محصولات آبی
دانشکده پزشکی
دانشکده کشاورزی:تولید گیاهی، مهندسی غذا، تولید حیوانی، معماری روستایی، تکنولوژی کشاورزی